# Liocarcinus corrugatus
Espèce
Synonymes
- Cancer corrugatus Pennant, 1777[1]
- Cancer pellitus Forskål, 1775[1]
- Macropipus corrugatus (Pennant, 1777)[1]
- Polybius (Necora) corrugatus (Pennant, 1777)[1]
- Portunus borradailei Bennett, 1930[1]
- Portunus leachii Risso, 1827[1]
- Portunus strigilis Stimpson, 1858[1]

Liocarcinus corrugatus, l'Étrille fripée (ou frippée), est une espèce de crabes de la famille des Carcinidae, des Polybiidae ou des Portunidae selon les classifications.

## Distribution
Ce crabe se rencontre en Atlantique et en Méditerranée.

## Description
Ce crabe s'identifie aisément par sa carapace qui possède un réseau transversal d'arêtes comportant des franges de petites soies.